# Tasiocera triton
Tasiocera triton là một loài ruồi trong họ Limoniidae. Chúng phân bố ở miền Australasia.